# 矢野正倫
矢野 正倫（やの まさとも、？‐慶長19年（1614年）11月26日）は安土桃山時代から江戸時代初期にかけての武将。
中村氏・豊臣氏の家臣。官途は和泉守。

## 生涯
伯耆国米子藩十八万石の大名・中村一忠の重臣で三千石を賜っていた。
慶長14年（1609年）5月11日、一忠が急死すると正室（家康の養女）に子が無かったため中村家は断絶、正倫は浪人となる。
しかし一忠の急死時には、京都屋敷の側室に子が一人と（正室に遠慮して届けていなかった）、米子の側室に妊娠７ヶ月の子がいた。両方とも男子だったので、正倫と彼の弟の正綱は中村家再興のため、正倫は京都の子を、正綱は米子の子を盛り立て再興の運動を始める。
正倫は、中村家を断絶させた徳川家を頼らず、大坂の陣が起きると「豊臣家が再び天下を獲った暁に中村家を再興させる」という条件で大坂に入城した。
大野治長隊の部隊長となった正倫は飯田家貞と共に各兵300を率いて、大坂城北東の今福の砦を任される。
1614年11月26日、今福砦を佐竹義宣軍1,500が攻撃を開始する。佐竹軍の銃撃戦に、後方の兵は臆し、先頭の後詰が動かなくなる。それを見た渋江政光・戸村義国・黒沢道家らが柵に迫り激戦となる。圧倒的兵力差の前で奮戦虚しく、正倫・家貞は討ち死にする。現在の足立区の源長寺と青山霊園に墓所が築かれた。

その後豊臣軍は木村重成・後藤基次ら援軍3,000を派遣するが、徳川側の上杉景勝・堀尾忠晴・榊原康勝の軍勢1,000が大和川の中州まで出て銃撃を加えたため、豊臣軍は撤退・敗北する（今福の戦い）。

## 中村家のその後
大阪落城後、正倫の弟・正綱が米子の子（中村一清）を、一忠の母の実家であった鳥取藩主・池田光仲を頼り、鳥取藩着座・池田知利の客分となる。陪臣の身分ではあるものの、お家再興には成功した。
京都の子については、未詳だが九州の大名の家臣になった、京都で出家したなどの説がある。

## 参考資料
- 「因伯大名の戦国時代」
- 「大坂の陣―錦城攻防史上最大の軍略」